# Bjarnastaðahöfði
Bjarnastaðahöfði är en kulle i republiken Island. Den ligger i regionen Västlandet, 80 km nordost om huvudstaden Reykjavík. Toppen på Bjarnastaðahöfði är 390 meter över havet.
Trakten runt Bjarnastaðahöfði är nära nog obefolkad, med mindre än två invånare per kvadratkilometer. Trakten runt Bjarnastaðahöfði består i huvudsak av gräsmarker.